# Laeosopis escorialensis
Laeosopis escorialensis är en fjärilsart som beskrevs av Charles Oberthür. Laeosopis escorialensis ingår i släktet Laeosopis och familjen juvelvingar. Inga underarter finns listade i Catalogue of Life.